# Edrosa
Edrosa é uma povoação portuguesa sede da Freguesia de Edrosa do Município de Vinhais, freguesia com 21,81 km² de área e 139 habitantes (censo de 2021), tendo, por isso, uma densidade populacional de 6,4 hab./km².
Fez parte do concelho de Izeda até à extinção deste em 1855, e depois, passou a integrar o concelho (atual município) de Vinhais. Tem Santa Eulália como orago e anexa a localidade de Melhe.

## Demografia
A população registada nos censos foi:
| Distribuição da População por Grupos Etários | Distribuição da População por Grupos Etários | Distribuição da População por Grupos Etários | Distribuição da População por Grupos Etários | Distribuição da População por Grupos Etários |
| -------------------------------------------- | -------------------------------------------- | -------------------------------------------- | -------------------------------------------- | -------------------------------------------- |
| Ano                                          | 0-14 Anos                                    | 15-24 Anos                                   | 25-64 Anos                                   | > 65 Anos                                    |
| 2001                                         | 17                                           | 22                                           | 85                                           | 60                                           |
| 2011                                         | 7                                            | 10                                           | 72                                           | 62                                           |
| 2021                                         | 3                                            | 10                                           | 46                                           | 80                                           |

## Património
- Igreja Paroquial de Edrosa